# مقاطعة إيميت (آيوا)
مقاطعة إيميت (بالإنجليزية: Emmet County)‏ هي إحدى مقاطعات ولاية آيوا في الولايات المتحدة الأمريكية.